# Julián Herranz Casado

Znak kardinála Herranze Casado

Julián kardinál Herranz Casado (31. března 1930 Baena) je španělský římskokatolický kněz, vysoký úředník římské kurie, kardinál.
Od roku 1949 je členem Opus Dei jako numerář. Studoval lékařství a kanonické právo na Papežské univerzitě Angelicum a v obou oborech získal doktorát. Dne 7. srpna 1955 přijal kněžské svěcení. Přednášel mj. kanonické právo na Univerzitě v Navaře. Od 60. let 20. století je spojený s prací v římské kurii, byl mj. podsekretářem Papežské komise pro interpretaci Kodexu kanonického práva. Je autorem řady publikací z oboru kanonického práva. Souběžně s prací v římské kurii působil jako kněz v rámci prelatury Opus Dei mj. v Jižní Americe, Anglii, Irsku, Keni či Francii.
Od roku 1984 byl sekretářem Papežské komise pro interpretaci Kodexu kanonického práva, která se později změnila na Papežskou radu pro výklad legislativních textů (1990). Byl také poradcem v Kongregaci pro biskupy. Dne 15. prosince 1990 byl jmenovaný titulárním biskupem, biskupské svěcení mu udělil 6. ledna 1991 papež Jan Pavel II. V prosinci 1994 byl jmenován titulárním arcibiskupem a stal se předsedou Papežské rady pro výklad legislativních textů.
Při konzistoři 21. října 2003 byl jmenován kardinálem. Papežskou radu pro výklad legislativních textů vedl do února 2007, kdy podal rezignaci vzhledem k dovršení kanonického věku. Jeho nástupcem se stal Francesco Coccopalmerio.